# Sun Mengxin
Sun Mengxin (8 de abril de 1993) é uma basquetebolista profissional chinesa.

## Carreira
Sun Mengxin integrou a Seleção Chinesa de Basquetebol Feminino na Rio 2016, terminando na décima colocação.